# 東蓋里森 (加利福尼亞州)
東蓋里森（英語：East Garrison）是位於美國加利福尼亞州蒙特雷縣的一個非建制地區。該地的面積和人口皆未知。

## 地理
東蓋里森的座標為36°39′11″N 121°43′57″W / 36.65306°N 121.73250°W，而該地的平均海拔高度為47米（即154英尺）。